# فرودگاه بیناکا
فرودگاه بیناکا (به انگلیسی: Binaka Airport) (به زبان بومی: Bandar Udara Binaka) یک فرودگاه همگانی با کد یاتا GNS است که یک باند فرود آسفالت دارد و طول باند آن ۱۷۵۰ متر است. این فرودگاه در کشور اندونزی قرار دارد و در ارتفاع ۶ متری از سطح دریا واقع شده‌است.

## شرکت‌های هواپیمایی و مقصدهای پروازی
The following destinations are served from Binaka Airport:
| شرکت‌های هواپیمایی                           | مقصدهای پروازی                             |
| ------------------------------------------- | ------------------------------------------ |
| سوسی ایر                                    | Lasondre، فردیناند لومبان توبینگ، Silangit |
| وینگز ایر                                   | کوالا نامو، مینانگکابو                     |
| گارودا ایندونزیا اجرا توسط گارودا ایندونزیا | کوالا نامو                                 |